# Lily Rabe
Lily Rabe (Nova York, 29 de junho de 1982), é uma atriz americana. Famosa internacionalmente e aclamada  pela critica graças a sua participação interpretando múltiplas personagens da série de antologia de horror American Horror Story de Ryan Murphy e Brad Falchuk. pelo papel de Mary Eunice McKee em American Horror Story: Asylum foi indicada a um Critics' Choice Television Award e a um Online Film & Television Association Awards como Melhor Atriz Coadjuvante em um Filme ou Minissérie, e como Misty Day em American Horror Story: Coven foi indicada novamente ao Online Film & Television Association Awards mas desta vez como Melhor Atriz Coadjuvante em um Filme ou Minissérie.
É conhecida também no teatro tendo sido indicada ao Tony Awards e ao Drama Desk Awards como Melhor Atriz em um peça teatral pela peça The Merchant of Venice. Foi indicada novamente ao Drama Desk Awards de Melhor Atriz em um peça teatral pela peça Steel Magnolias.

## Vida pessoal
Rabe nasceu em 1982 na cidade de New York no Upper West Side. Ela é filha do dramaturgo David Rabe e atriz Jill Clayburgh. Tem um irmão mais novo, Michael Rabe, um ator e dramaturgo, e um meio-irmão mais velho, Jason Rabe, um músico, do primeiro casamento de seu pai. Seu pai é católico, seu avô materno é judeu e sua avó materna é protestante.  Rabe foi criada em Bedford e se mudou para Lakeville, Connecticut, quando estava na sétima série. Lá, frequentou a Escola Hotchkiss.

## Carreira

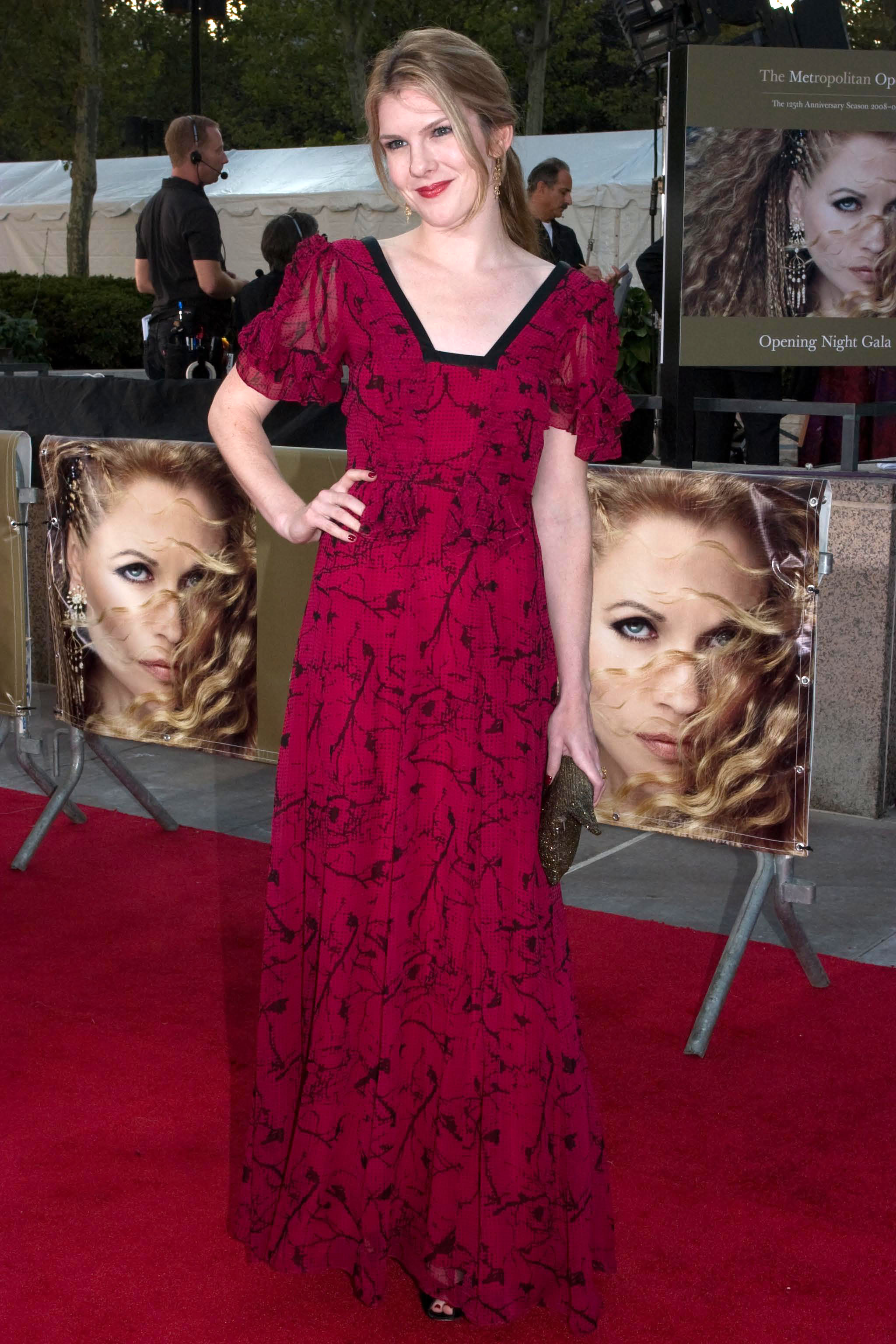
Lily em Setembro de 2008

### Primeiros anos
Rabe estudou dança por dez anos. Ela estava ensinando balé em um programa de artes de verão em Connecticut, quando foi abordada por instrutor de atuação do programa, que lhe pediu para fazer um monólogo na produção final. Rabe realizou um monólogo dos Crimes de Jogo do Coração por Beth  Henley. Rabe, declarou: "Foi nesse momento, que a realização monólogo, que me fez pensar: 'Talvez isso é o que eu queira fazer'". Em seguida, passou a estudar teatro na Universidade Northwestern.
Em 2001, Rabe fez sua estreia na tela ao lado de sua mãe Jill Clayburgh no filme Never Again. Ela fez sua estreia profissional no palco, novamente ao lado de sua mãe, na Gloucester Stage Company em Massachusetts. Ela estrelou em duas peças de um ato, Speaking Well of the Dead de Israel Horovitz]] e The Crazy Girl de Frank Pugliese, funções que lhe permitiram obter um Equity Card. Em julho de 2003, ela retornou à Gloucester Stage Company para aparecer em Proof (peça) de David Auburn. Naquele ano, ela também apareceu no filme O Sorriso de Mona Lisa. Após se formar, ela voltou para Nova York. De 29 de setembro a 2 de outubro de 2004, ela apareceu em White Jesus de Deirdre O'Connor, uma de uma série de peças de um ato apresentadas como The Democracy Project da Naked Angels (Theater Company).
Em 21 de janeiro de 2005, ela participou de uma produção de workshop de The Best Little Whorehouse in Texas na Roundabout Theatre Company, dirigida por Joe Mantello. Ela fez sua estreia no Broadway como Annelle Dupuy-Desoto na reestreia de 2005 de Steel Magnolias (peça) de Robert Harling (escritor), dirigido por Jason Moore (diretor) pelo qual ela foi indicada ao Prêmio Drama Desk. Ela havia sido escalada para a peça Sisters of the Garden, mas teve que desistir depois de ser escalada para Steel Magnolias. De setembro a outubro de 2005, ela apareceu na estreia americana de Colder Than Here da dramaturga inglesa Laura Wade no MCC Theater, levando Jeremy McCarter, da revista New York Magazine, a chamar sua performance de "uma das melhores revelações" de 2005.
De setembro a dezembro de 2006, ela interpretou Ellie Dunn na produção da Roundabout Theatre Company de Heartbreak House de George Bernard Shaw.
Em 2007, ela apareceu no filme Sem Reservas. Em agosto de 2007, Rabe apareceu em Crimes of the Heart no Williamstown Theatre Festival, a estreia na direção da atriz Kathleen Turner. Em 2008, a produção mudou-se Off-Broadway para o Teatro Laura Pels, onde foi encenada pela Roundabout Theatre Company e ficou em cartaz de 14 de fevereiro a 13 de abril. Durante um ensaio, um pedaço do cenário caiu sobre Rabe, deixando-a com uma costela fraturada e fazendo com que ela perdesse uma semana de apresentações de pré-estreia; a noite de estreia foi alterada de 7 de fevereiro para 14 de fevereiro.
Em agosto de 2008, Rabe foi escalada como uma policial à paisana no piloto do drama da HBO na década de 1970 Last of the Ninth, escrito por David Milch e dirigido por Carl Franklin. Em dezembro de 2008, foi relatado que a HBO havia decidido não transformá-lo em uma série. Naquele ano, Rabe apareceu nos filmes What Just Happened e The Toe Tactic, bem como em dois episódios de Medium. 
De janeiro a março de 2009, ela apareceu na estreia na Broadway da peça de 1990 de Richard Greenberg, The American Plan no Samuel J. Friedman Theatre.
Em 2010, ela fez sua estreia no Shakespeare in the Park em uma produção de O Mercador de Veneza, dirigida por Daniel J. Sullivan, que ficou em cartaz de 30 de junho a 1º de agosto. Rabe foi escalada como Portia (Mercadora de Veneza), que ela descreveu como "um dos grandes papéis femininos". Ela também co-estrelou o filme All Good Things de 2010.

### American Horror Story
Lily fez Nora Montgomery na primeira temporada do programa da FX, American Horror Story com a temporada intitulada pelos próprios fãs da série: Murder House. Na segunda temporada da série, intitulada de Asylum, fez a Irmã Mary Eunice McKee. Na terceira temporada, Coven, ela fez Misty Day. Retornou na quarta temporada, Freak Show, como convidada, reprisando seu papel de Mary Eunice McKee, voltou na quinta temporada, Hotel, fazendo o papel da serial killer estadunidense Aillen Wuornos. Na sexta temporada, Roanoke, interpretou Shelby Miller. Em 2018 voltou a seu papel de Misty Day na oitava temporada da série, Apocalypse. Em 2019, Lily retornou a série interpretando Lavinia Ritcher na nona temporada intitulada de 1984. Lily retornou ao elenco principal da décima temporada, intitulada de Double Feature, que inicialmente iria ao ar em 2020 mas devido a pandemia do coronavírus foi adiada e foi ao ar em 25 de agosto de 2021, Lily interpretou duas personagens nesta temporada, na primeira parte, Red Tide, interpretou  Doris Gardner e na segunda parte intitulada de Death Valley interpretou a aviadora desaparecida Amelia Earhart.